# 雲貴總督

云贵总督辖地（1911年）

雲貴總督（穆麟德轉寫：yūnnan guijeo i uheri kadalara amban），正式官銜為總督雲貴等處地方提督軍務、糧饟兼巡撫事，是清朝九位最高級的封疆大臣之一，總管云南省和贵州省的軍民政務。云贵总督之职始置于顺治十六年（1659年），经康雍乾三朝近百年的分合调整，定型于乾隆十二年（1747年），驻地为雲南府（今昆明市），直至清末。
自1659年设置，到1911年民国建立，共有83人、88任云贵总督，其中31人为进士出身，有52人属旗籍，来自满洲八旗的有37人。

## 沿革

### 建置之始
清朝入关后，陆续占领南方各省，顺治十五年（1658年），清军洪承疇克取贵州。顺治十六年（1659年），清军吴三桂攻占云南。因云贵地区社会复杂、环境险恶、条件艰苦，清军未派满洲与蒙古八旗驻防，而是以吴三桂军镇守，同时组建云贵綠營，并置云贵总督统辖。顺治十六年正月癸丑（1659年2月12日），顺治帝颁布上諭“云贵地方初辟，节制弹压，亟需总督重臣。貴州巡撫赵廷臣久历岩疆，堪胜此任。著即升云贵总督”，此即云贵总督建置之始。

### 多次调整

#### 第一次分合
顺治十八年（1661年），顺治帝病逝，康熙帝即位后，同年八月己未（1661年10月5日）对督抚制度进行调整，改为“直隶各设总督一员，驻扎省城”，云贵总督因而裁撤，分置云南总督和贵州总督。康熙四年五月丁未（1665年7月4日），重新裁并督抚，“贵州总督裁并云南”，复设云贵总督，驻貴陽府。

#### 三藩之乱时期
康熙初年，吴三桂势力做大，镇守云南，云贵总督代表的中央势力被排挤出云南。康熙十二年（1673年），朝廷商议削藩，同时重新增设云南总督，以便监视吴三桂和执行撤藩事宜，于康熙十二年九月辛未（1673年10月14日）调陝西總督鄂善为云南总督。鄂善还未到任，吴三桂起兵反叛，杀雲南巡撫朱國治，貴州巡撫曹申吉、贵州提督李本深、云南提督张国柱投降。云贵总督甘文焜试图在贵阳拒守，但因部将不听从其指挥，撤逃至镇远，被围身亡。
鄂善于康熙十三年（1674年）改任云贵总督，但因三藩之乱实际未能赴任，直至康熙十六年（1677年）改任甘肃巡抚。云贵总督一职也悬空至康熙十八年（1679年）由周有德继任。“三藩之乱”平定后，康熙二十二年（1683年），云贵总督驻地迁至雲南府，直至清末。

#### 云贵广西总督时期
雍正初年，雍正帝任心腹鄂尔泰为云贵总督，在当地大力推行改土归流，击破或招降云贵境内的谷隆、长寨、乌蒙、镇远、霑益等土司，并出兵镇压了广西西隆州、八达寨等土司的反抗。雍正六年十月丁亥（1728年11月11日），鄂尔泰受旨节制广西巡抚，成为云贵广西三省总督（云广总督）。改土归流形势趋于稳定后，鄂尔泰调离云贵广，雍正帝也考虑取消云贵总督对广西的兼辖。雍正十二年十二月癸丑（1735年1月5日），雍正帝正式批准云贵总督停辖广西。

#### 第二次分合
乾隆帝即位后，即以贵州苗疆事务“善后事宜，正须料理，必事权归一，始可专其责成”为由，于乾隆元年六月癸酉（1736年7月18日）改云贵总督尹繼善专任云南总督，另任张广泗为贵州总督兼巡抚事。乾隆十二年（1747年），第一次金川之役爆发，因张广泗有贵州处理苗乱经验，乾隆帝于同年三月辛丑（1747年4月20日）调其任川陝總督入川领军镇乱。同时，授时任贵州总督張允隨为云贵总督，云、贵二省总督复并。

### 建置稳定
乾隆十二年（1747年）复并后，云贵总督建置再未有大调整，直至清末。
宣统元年正月庚子（1909年2月9日），李經羲接替錫良出任云贵总督。宣统三年八月十九（1911年10月10日），武昌起义爆发，辛亥革命开端。10月30日，云南新军将领蔡锷、唐繼堯等发动重九起义。起义成功后，李经羲被礼送离开云南，前往上海。

## 历任总督
以下列表中：
- 序次为数字表示实授，即正式任命职务
- 序次为*表示署理、监护等，即临时代理职务

### 云贵总督（首次设置）
| 序次 | 姓名   | 籍贯/旗籍  | 上任时间                         | 卸任时间                         | 卸任原因   | 备注 | 来源         |
| 1    | 赵廷臣 | 汉军镶黄旗 | 顺治十六年正月癸丑 1659年2月12日 | 顺治十八年八月己未 1661年10月5日 | 改浙江總督 |      | [ 7 ] [ 18 ] |

### 云南、贵州总督（首次分置）

#### 云南总督
| 序次 | 姓名   | 籍贯/旗籍  | 上任时间                         | 卸任时间                      | 卸任原因   | 备注 | 来源         |
| 1    | 卞三元 | 汉军镶红旗 | 顺治十八年九月丁亥 1661年11月2日 | 康熙四年五月丁未 1665年7月4日 | 改云贵总督 |      | [ 7 ] [ 18 ] |

#### 贵州总督
| 序次 | 姓名   | 籍贯/旗籍  | 上任时间                           | 卸任时间                           | 卸任原因   | 备注 | 来源         |
| 1    | 佟延年 | 汉军正蓝旗 | 顺治十八年十月戊申 1661年11月23日  | 顺治十八年十二月癸酉 1662年2月16日 | 休官       |      | [ 7 ] [ 18 ] |
| 2    | 杨茂勋 | 汉军镶红旗 | 顺治十八年十二月癸酉 1662年2月16日 | 康熙四年五月丁未 1665年7月4日      | 裁贵州总督 |      | [ 7 ] [ 18 ] |

### 云贵总督（二次设置）
| 序次                                                                                            | 姓名   | 籍贯/旗籍  | 上任时间                             | 卸任时间                             | 卸任原因       | 备注                                                   | 来源         |
| 1                                                                                               | 卞三元 | 汉军镶红旗 | 康熙四年五月丁未 1665年7月4日        | 康熙七年十二月丙寅 1669年1月3日      | 告养           |                                                        | [ 7 ] [ 18 ] |
| 2                                                                                               | 甘文焜 | 汉军正蓝旗 | 康熙七年十二月己卯 1669年1月16日     | 康熙十二年十二月癸卯 1674年1月14日   | 拒降自杀       | 任内吴三桂起兵                                         | [ 7 ] [ 18 ] |
| 3                                                                                               | 鄂善   | 满洲镶黄旗 | 康熙十三年正月丁丑 1674年2月17日     | 康熙十六年七月丙申 1677年8月19日     | 改甘肅巡撫     | 初为单设的云南总督，甘文焜死后改云贵总督，实际未能赴任 | [ 7 ] [ 18 ] |
| 因吴三桂叛乱，康熙十六年七月丙申（1677年8月19日） 至康熙十八年二月辛巳（1679年3月27日）职位悬空 |        |            |                                      |                                      |                |                                                        | [ 7 ] [ 18 ] |
| 4                                                                                               | 周有德 | 汉军镶红旗 | 康熙十八年二月辛巳 1679年3月27日     | 康熙十九年 1680年                    | 去世           | 因吴三桂叛乱，实际未能赴任                             | [ 7 ] [ 18 ] |
| 5                                                                                               | 赵良栋 | 甘肃宁夏府 | 康熙十九年正月戊午 1680年2月27日     | 康熙二十一年正月 1682年2月           | 召回京城       | 率军复克云南                                           | [ 7 ] [ 18 ] |
| 6                                                                                               | 蔡毓榮 | 汉军正白旗 | 康熙二十一年正月丙寅 1682年2月24日   | 康熙二十五年闰四月辛未 1686年6月8日  | 改总督仓场侍郎 | 任内总督驻地迁至雲南府                                 | [ 7 ] [ 18 ] |
| 7                                                                                               | 范承勋 | 汉军镶黄旗 | 康熙二十五年闰四月辛未 1686年6月8日  | 康熙三十三年三月乙丑 1694年4月21日   | 改左都御史     |                                                        | [ 7 ] [ 18 ] |
| 8                                                                                               | 丁思孔 | 汉军镶黄旗 | 康熙三十三年四月戊寅 1694年5月4日    | 康熙三十三年八月 1694年9月           | 去世           |                                                        | [ 7 ] [ 18 ] |
| 9                                                                                               | 王继文 | 汉军镶黄旗 | 康熙三十三年九月癸未 1694年11月5日   | 康熙三十七年十二月甲寅 1699年1月14日 | 病免           |                                                        | [ 7 ] [ 18 ] |
| 10                                                                                              | 巴锡   | 汉军镶黄旗 | 康熙三十七年十二月己未 1699年1月19日 | 康熙四十四年五月癸酉 1705年7月1日    | 改户部满右侍郎 |                                                        | [ 7 ] [ 18 ] |
| 11                                                                                              | 贝和诺 | 满洲正黄旗 | 康熙四十四年五月庚辰 1705年7月8日    | 康熙四十九年九月辛酉 1710年11月20日  | 迁礼部尚书     |                                                        | [ 7 ] [ 18 ] |
| 12                                                                                              | 郭瑮   | 满洲镶红旗 | 康熙四十九年十月丙子 1710年12月5日   | 康熙五十五年九月庚午 1716年10月28日  | 去世           |                                                        | [ 7 ] [ 18 ] |
| 13                                                                                              | 蒋陈锡 | 江南常熟县 | 康熙五十五年九月庚午 1716年10月28日  | 康熙五十九年九月戊寅 1720年10月15日  | 革职           |                                                        | [ 7 ] [ 18 ] |
| *                                                                                               | 张文焕 | 甘肃宁夏府 | 康熙五十九年九月戊寅 1720年10月15日  | 康熙六十一年二月庚午 1722年3月31日   | 召回京城       | 贵州提督，署理                                         | [ 7 ] [ 18 ] |
| *                                                                                               | 高其倬 | 汉军镶黄旗 | 康熙六十一年二月庚午 1722年3月31日   | 康熙六十一年十二月壬戌 1723年1月17日 | 授云贵总督     | 廣西巡撫，署理                                         | [ 7 ] [ 18 ] |
| 14                                                                                              | 高其倬 | 汉军镶黄旗 | 康熙六十一年十二月壬戌 1723年1月17日 | 雍正三年十月戊辰 1725年11月8日       | 改閩浙總督     |                                                        | [ 7 ] [ 18 ] |
| 15                                                                                              | 伊都立 | 满洲正黄旗 | 雍正三年十月戊辰 1725年11月8日       | 雍正三年十月庚寅 1725年11月30日      | 改山西总督     | 兼山西巡抚                                             | [ 7 ] [ 18 ] |
| 16                                                                                              | 杨名时 | 江南江陰縣 | 雍正三年十月庚寅 1725年11月30日      | 雍正四年十月甲申 1726年11月19日      | 革职           | 兼云南巡抚                                             | [ 7 ] [ 18 ] |
| 17                                                                                              | 鄂爾泰 | 满洲镶蓝旗 | 雍正四年十月甲申 1726年11月19日      | 雍正六年十月丁亥 1728年11月11日      | 改云广总督     |                                                        | [ 7 ] [ 18 ] |

### 云贵广西（云广）总督
| 序次 | 姓名   | 籍贯/旗籍  | 上任时间                         | 卸任时间                         | 卸任原因     | 备注                                           | 来源         |
| 1    | 鄂爾泰 | 满洲镶蓝旗 | 雍正六年十月丁亥 1728年11月11日  | 雍正九年七月丁卯 1731年8月8日    | 召回京城     |                                                | [ 7 ] [ 18 ] |
| *    | 高其倬 | 汉军镶黄旗 | 雍正九年七月丁卯 1731年8月8日    | 雍正十一年正月壬辰 1733年2月23日 | 改兩江總督   | 署理                                           | [ 7 ] [ 18 ] |
| 2    | 尹继善 | 满洲镶黄旗 | 雍正十一年正月壬辰 1733年2月23日 | 乾隆元年六月癸酉 1736年7月18日   | 云贵总督分置 | 雍正十二年十二月癸丑（1735年1月5日）后停辖广西 | [ 7 ] [ 18 ] |

### 云南、贵州总督（二次分置）

#### 云南总督
| 序次 | 姓名   | 籍贯/旗籍  | 上任时间                         | 卸任时间                         | 卸任原因   | 备注               | 来源         |
| 1    | 尹继善 | 满洲镶黄旗 | 乾隆元年六月癸酉 1736年7月18日   | 乾隆二年四月己卯 1737年5月20日   | 召回京城   |                    | [ 7 ] [ 19 ] |
| *    | 张允随 | 汉军镶黄旗 | 乾隆二年四月己卯 1737年5月20日   | 乾隆二年闰九月丁卯 1737年11月4日 | 卸署       | 雲南巡撫，首次署理 | [ 7 ] [ 19 ] |
| 2    | 慶復   | 满洲镶黄旗 | 乾隆二年闰九月丁卯 1737年11月4日 | 乾隆六年四月戊申 1741年5月28日   | 署两广总督 |                    | [ 7 ] [ 19 ] |
| *    | 张允随 | 汉军镶黄旗 | 乾隆六年四月戊申 1741年5月28日   | 乾隆八年五月戊申 1743年7月17日   | 授云南总督 | 雲南巡撫，二次署理 | [ 7 ] [ 19 ] |
| 3    | 张允随 | 汉军镶黄旗 | 乾隆八年五月戊申 1743年7月17日   | 乾隆十二年三月辛丑 1747年4月20日 | 改云贵总督 | 兼雲南巡撫         | [ 7 ] [ 19 ] |

#### 贵州总督
| 序次 | 姓名   | 籍贯/旗籍  | 上任时间                       | 卸任时间                         | 卸任原因               | 备注       | 来源         |
| 1    | 张广泗 | 汉军镶红旗 | 乾隆元年六月癸酉 1736年7月18日 | 乾隆十二年三月辛丑 1747年4月20日 | 裁贵州总督，改川陝總督 | 兼貴州巡撫 | [ 7 ] [ 19 ] |

### 云贵总督（复设）
| 序次 | 姓名   | 籍贯/旗籍               | 上任时间                              | 卸任时间                             | 卸任原因                                               | 备注                                                                 | 来源                |
| 1    | 张允随 | 汉军镶黄旗              | 乾隆十二年三月辛丑 1747年4月20日      | 乾隆十五年正月丁未 1750年2月9日      | 迁东阁大学士                                           |                                                                      | [ 7 ] [ 19 ]        |
| 2    | 硕色   | 满洲正黄旗              | 乾隆十五年正月丁未 1750年2月9日       | 乾隆二十年六月癸丑 1755年7月19日     | 改署湖广总督                                           |                                                                      | [ 7 ] [ 19 ]        |
| *    | 爱必达 | 满洲镶黄旗              | 乾隆二十年六月癸丑 1755年7月19日      | 乾隆二十一年二月壬戌 1756年3月24日   | 改山東巡撫                                             | 云南巡抚，署理                                                       | [ 7 ] [ 19 ]        |
| 3    | 恒文   | 满洲正黄旗              | 乾隆二十一年二月壬戌 1756年3月24日    | 乾隆二十二年六月辛酉 1757年7月16日   | 革职，处死                                             |                                                                      | [ 7 ] [ 19 ]        |
| 4    | 爱必达 | 满洲镶黄旗              | 乾隆二十二年六月癸亥 1757年7月18日    | 乾隆二十六年四月壬辰 1761年5月27日   | 改湖广总督                                             |                                                                      | [ 7 ] [ 19 ]        |
| 5    | 吴达善 | 满洲正红旗              | 乾隆二十六年四月壬辰 1761年5月27日    | 乾隆二十九年六月甲辰 1764年7月22日   | 改湖广总督                                             |                                                                      | [ 7 ] [ 19 ]        |
| 6    | 刘藻   | 山东菏澤縣              | 乾隆二十九年六月甲辰 1764年7月22日    | 乾隆三十一年正月丙戌 1766年2月24日   | 改湖广总督，因缅甸战事不利，未及赴任降为湖北巡抚，自杀 | 兼署雲南巡撫                                                         | [ 7 ] [ 19 ]        |
| 7    | 杨应琚 | 汉军正白旗              | 乾隆三十一年正月丙戌 1766年2月24日    | 乾隆三十二年三月乙丑 1767年3月30日   | 因谎报缅甸军情，逮捕进京赐死                           |                                                                      | [ 7 ] [ 19 ]        |
| 8    | 明瑞   | 满洲镶黄旗              | 乾隆三十二年三月乙丑 1767年3月30日    | 乾隆三十三年二月丙戌 1768年4月14日   | 战败自缢                                               | 任内改兵部尚书，仍兼云贵总督                                         | [ 7 ] [ 19 ]        |
| 9    | 鄂寧   | 满洲镶蓝旗              | 乾隆三十三年二月丙戌 1768年4月14日    | 乾隆三十三年六月壬午 1768年8月8日    | 因上奏征缅困难，降福建巡抚                             | 明瑞战败后阿里袞暂领，但起止不明                                     | [ 7 ] [ 19 ]        |
| 10   | 阿桂   | 满洲正蓝旗 后抬入正白旗 | 乾隆三十三年六月壬午 1768年8月8日     | 乾隆三十四年正月庚寅 1769年2月12日   | 免兼，专办军务                                         | 兵部尚书，兼云贵总督                                                 | [ 7 ] [ 19 ]        |
| 11   | 明德   | 满洲正红旗              | 乾隆三十四年正月辛卯 1769年2月13日    | 乾隆三十四年三月丙午 1769年4月29日   | 降江苏巡抚                                             | 降职后，暂留署                                                       | [ 7 ] [ 19 ]        |
| 12   | 阿思哈 | 满洲正黄旗              | 乾隆三十四年三月壬子 1769年5月5日     | 乾隆三十四年十月乙卯 1769年11月4日   | 革职                                                   |                                                                      | [ 7 ] [ 19 ]        |
| *    | 彰宝   | 满洲镶黄旗              | 乾隆三十四年十月乙卯 1769年11月4日    | 乾隆三十六年正月己未 1771年3月3日    | 召回京城                                               | 云南巡抚，署理                                                       | [ 7 ] [ 19 ]        |
| *    | 德福   | 满洲镶白旗              | 乾隆三十六年正月己未 1771年3月3日     | 乾隆三十六年五月壬戌 1771年7月4日    | 改四川總督                                             | 署理                                                                 | [ 7 ] [ 19 ]        |
| 13   | 彰宝   | 满洲镶黄旗              | 乾隆三十六年五月壬戌 1771年7月4日     | 乾隆三十九年五月丙寅 1774年6月22日   | 病免                                                   |                                                                      | [ 7 ] [ 19 ]        |
| *    | 图思德 | 满洲镶黄旗              | 乾隆三十九年五月丙寅 1774年6月22日    | 乾隆四十二年正月乙酉 1777年2月25日   | 回任贵州巡抚                                           | 贵州巡抚，署理，次年兼署云南巡抚                                     | [ 7 ] [ 19 ]        |
| 14   | 李侍尧 | 汉军镶黄旗              | 乾隆四十二年正月乙酉 1777年2月25日    | 乾隆四十五年三月丁酉 1780年4月22日   | 革职逮捕                                               | 乾隆四十五年二月癸丑（1780年3月9日）即已解任                         | [ 7 ] [ 19 ]        |
| *    | 舒常   | 满洲正白旗              | 乾隆四十五年二月癸丑 1780年3月9日     | 乾隆四十五年六月乙卯 1780年7月9日    | 改湖广总督                                             | 贵州巡抚，李侍尧解任后署理                                           | [ 7 ] [ 19 ]        |
| 15   | 福康安 | 满洲镶黄旗              | 乾隆四十五年三月丁酉 1780年4月22日    | 乾隆四十六年八月壬午 1781年9月29日   | 改四川總督                                             | 首次出任                                                             | [ 7 ] [ 19 ]        |
| 16   | 富綱   | 满洲正蓝旗              | 乾隆四十六年八月壬午 1781年9月29日    | 乾隆五十一年六月辛丑 1786年7月24日   | 改閩浙總督                                             | 首次出任                                                             | [ 7 ] [ 19 ]        |
| 17   | 特成额 | 蒙古正红旗              | 乾隆五十一年六月辛丑 1786年7月24日    | 乾隆五十一年十月辛丑 1786年11月21日  | 革职逮捕                                               |                                                                      | [ 7 ] [ 19 ]        |
| 18   | 富綱   | 满洲正蓝旗              | 乾隆五十一年十月辛丑 1786年11月21日   | 乾隆五十九年七月甲辰 1794年8月14日   | 改兩江總督                                             | 二次出任                                                             | [ 7 ] [ 19 ]        |
| 19   | 福康安 | 满洲镶黄旗              | 乾隆五十九年七月甲辰 1794年8月14日    | 乾隆六十年五月丁巳 1795年6月23日     | 改閩浙總督                                             | 二次出任                                                             | [ 7 ] [ 19 ]        |
| 20   | 勒保   | 满洲镶红旗              | 乾隆六十年五月丁巳 1795年6月23日      | 嘉庆二年九月丁亥 1797年11月9日       | 改湖广总督                                             |                                                                      | [ 7 ] [ 20 ] [ 21 ] |
| 21   | 鄂輝   | 满洲正白旗              | 嘉庆二年九月丁亥 1797年11月9日        | 嘉庆三年六月甲寅 1798年8月3日        | 去世                                                   |                                                                      | [ 7 ] [ 20 ] [ 21 ] |
| 22   | 富綱   | 满洲正蓝旗              | 嘉庆三年六月甲寅 1798年8月3日         | 嘉庆四年八月癸巳 1799年9月6日        | 丁憂免职                                               | 三次出任                                                             | [ 7 ] [ 20 ] [ 21 ] |
| 23   | 长麟   | 满洲正蓝旗              | 嘉庆四年八月癸巳 1799年9月6日         | 嘉庆四年十月戊子 1799年10月31日      | 改閩浙總督                                             |                                                                      | [ 7 ] [ 20 ] [ 21 ] |
| 24   | 書麟   | 满洲镶黄旗              | 嘉庆四年十月戊子 1799年10月31日       | 嘉庆五年十月戊辰 1800年12月5日       | 改湖广总督                                             | 授吏部尚书                                                           | [ 7 ] [ 20 ] [ 21 ] |
| 25   | 琅玕   | 满洲正蓝旗              | 嘉庆五年十月戊辰 1800年12月5日        | 嘉庆九年七月己亥 1804年8月17日       | 去世                                                   |                                                                      | [ 7 ] [ 20 ] [ 21 ] |
| 26   | 伯麟   | 满洲正黄旗              | 嘉庆九年七月己亥 1804年8月17日        | 嘉庆二十五年四月戊申 1820年6月8日    | 改兵部尚书                                             |                                                                      | [ 7 ] [ 20 ] [ 21 ] |
| 27   | 慶保   | 满洲镶黄旗              | 嘉庆二十五年四月戊申 1820年6月8日     | 嘉庆二十五年十二月丁亥 1821年1月8日  | 改閩浙總督                                             |                                                                      | [ 7 ] [ 20 ] [ 21 ] |
| 28   | 史致光 | 浙江山阴县              | 嘉庆二十五年十二月丁亥 1821年1月8日   | 道光二年八月丁未 1822年9月20日       | 召回京城                                               |                                                                      | [ 7 ] [ 20 ] [ 21 ] |
| 29   | 明山   | 满洲镶蓝旗              | 道光二年八月丁未 1822年9月20日        | 道光四年十二月己卯 1825年2月8日      | 召回京城                                               | 道光四年闰七月壬寅（1824年9月4日）后病假，由韩克均兼署               | [ 7 ] [ 20 ] [ 21 ] |
| *    | 韩克均 | 山西汾阳县              | 道光四年闰七月壬寅 1824年9月4日       | 道光四年十二月己卯 1825年2月8日      | 卸署                                                   | 雲南巡撫，兼署                                                       | [ 7 ] [ 20 ] [ 21 ] |
| 30   | 长龄   | 蒙古正白旗              | 道光四年十二月己卯 1825年2月8日       | 道光五年九月乙酉 1825年10月12日      | 改陕甘总督                                             |                                                                      | [ 7 ] [ 20 ] [ 21 ] |
| 31   | 趙慎畛 | 湖南武陵县              | 道光五年九月乙酉 1825年10月12日       | 道光六年五月戊戌 1826年6月22日       | 去世                                                   |                                                                      | [ 7 ] [ 20 ] [ 21 ] |
| 32   | 阮元   | 江苏仪征县              | 道光六年五月戊戌 1826年6月22日        | 道光十五年二月己亥 1835年3月8日      | 迁体仁阁大学士                                         |                                                                      | [ 7 ] [ 20 ] [ 21 ] |
| 33   | 伊里布 | 满洲镶黄旗              | 道光十五年二月己亥 1835年3月8日       | 道光十九年十二月己卯 1840年1月21日   | 改兩江總督                                             |                                                                      | [ 7 ] [ 20 ] [ 21 ] |
| 34   | 鄧廷楨 | 江苏江宁府              | 道光十九年十二月己卯 1840年1月21日    | 道光十九年十二月甲申 1840年1月26日   | 改閩浙總督                                             | 实际未到任，云南巡抚颜伯焘兼署                                       | [ 7 ] [ 20 ] [ 21 ] |
| 35   | 桂良   | 满洲正红旗              | 道光十九年十二月甲申 1840年1月26日    | 道光二十五年四月癸卯 1845年5月18日   | 召回京城                                               | 道光二十四年十一月壬申（1844年12月18日）召回京城，云南巡抚吴其濬兼署 | [ 7 ] [ 20 ] [ 21 ] |
| *    | 吳其濬 | 河南固始县              | 道光二十四年十一月壬申 1844年12月18日 | 道光二十五年四月癸卯 1845年5月18日   | 卸署                                                   | 云南巡抚，兼署                                                       | [ 7 ] [ 20 ] [ 21 ] |
| 36   | 賀長齡 | 湖南善化县              | 道光二十五年四月癸卯 1845年5月18日    | 道光二十六年八月乙亥 1846年10月12日  | 降河南布政使                                           |                                                                      | [ 7 ] [ 20 ] [ 21 ] |
| 37   | 李星沅 | 湖南湘阴县              | 道光二十六年八月乙亥 1846年10月12日   | 道光二十七年三月乙未 1847年4月30日   | 改兩江總督                                             | 未到任前，由云南巡抚陸建瀛兼署                                       | [ 7 ] [ 20 ] [ 21 ] |
| 38   | 林则徐 | 福建侯官县              | 道光二十七年三月乙未 1847年4月30日    | 道光二十九年七月己未 1849年9月10日   | 病免                                                   | 未到任前，由云南巡抚程矞采兼署                                       | [ 7 ] [ 20 ] [ 21 ] |
| 39   | 程矞采 | 江西新建县              | 道光二十九年七月己未 1849年9月10日    | 道光三十年十一月丙午 1850年12月21日  | 改湖广总督                                             |                                                                      | [ 7 ] [ 20 ] [ 21 ] |
| 40   | 吳文鎔 | 江苏仪征县              | 道光三十年十一月丙午 1850年12月21日   | 咸丰二年十月壬辰 1852年11月26日      | 改閩浙總督                                             | 未到任前，由云南巡抚张亮基兼署                                       | [ 7 ] [ 20 ] [ 21 ] |
| 41   | 罗绕典 | 湖南安化县              | 咸丰二年十月壬辰 1852年11月26日       | 咸丰四年十一月戊子 1854年1月11日     | 去世                                                   | 咸丰三年五月壬子（1853年6月14日）后病假，由吳振棫兼署                | [ 7 ] [ 22 ] [ 21 ] |
| *    | 吳振棫 | 浙江钱塘县              | 咸丰三年五月壬子 1853年6月14日        | 咸丰四年十一月戊子 1854年1月11日     | 卸署                                                   | 云南巡抚，兼署                                                       | [ 7 ] [ 22 ] [ 21 ] |
| 42   | 恒春   | 满洲正白旗              | 咸丰四年十一月戊子 1854年1月11日      | 咸丰七年六月乙亥 1857年8月15日       | 自杀                                                   |                                                                      | [ 7 ] [ 22 ] [ 21 ] |
| 43   | 吳振棫 | 浙江钱塘县              | 咸丰七年六月乙亥 1857年8月15日        | 咸丰八年十一月乙亥 1859年1月1日      | 病免                                                   | 未到任前，由云南巡抚桑春榮兼署                                       | [ 7 ] [ 22 ] [ 21 ] |
| 44   | 张亮基 | 江苏铜山县              | 咸丰八年十一月乙亥 1859年1月1日       | 咸丰十年十月壬戌 1860年11月14日      | 病免                                                   |                                                                      | [ 7 ] [ 22 ] [ 21 ] |
| 45   | 劉源灝 | 直隶顺天府              | 咸丰十年十月壬戌 1860年11月14日       | 咸丰十一年七月丙午 1861年8月25日     | 召回京城                                               | 未到任前，由云南巡抚徐之銘兼署                                       | [ 7 ] [ 22 ] [ 21 ] |
| 46   | 福濟   | 满洲镶白旗              | 咸丰十一年七月丙午 1861年8月25日      | 咸丰十一年十一月壬寅 1861年12月19日  | 革职                                                   | 未到任                                                               | [ 7 ] [ 22 ] [ 21 ] |
| *    | 潘铎   | 江苏江宁府              | 咸丰十一年十一月壬寅 1861年12月19日   | 同治二年三月乙卯 1863年4月26日       | 云南回变被杀                                           | 署理                                                                 | [ 7 ] [ 22 ] [ 21 ] |
| 47   | 勞崇光 | 湖南善化县              | 同治二年三月乙卯 1863年4月26日        | 同治六年二月壬子 1867年4月2日        | 去世                                                   |                                                                      | [ 7 ] [ 22 ] [ 21 ] |
| 48   | 張凱嵩 | 湖北江夏县              | 同治六年二月壬子 1867年4月2日         | 同治七年三月癸丑 1868年3月28日       | 革职                                                   | 未到任前，由云南按察使宋延春监护                                     | [ 7 ] [ 22 ] [ 21 ] |
| 49   | 刘岳昭 | 湖南湘乡县              | 同治七年三月癸丑 1868年3月28日        | 光绪元年十一月戊戌 1875年12月2日     | 革职                                                   | 同治十二年八月丁亥（1873年10月2日）入觐，由云南巡抚岑毓英兼署        | [ 7 ] [ 22 ] [ 21 ] |
| *    | 岑毓英 | 广西西林县              | 同治十二年八月丁亥 1873年10月2日      | 光绪二年四月乙酉 1876年5月17日       | 卸署                                                   | 云南巡抚，首次署理                                                   | [ 7 ] [ 22 ] [ 21 ] |
| 50   | 劉長佑 | 湖南新宁县              | 光绪元年十一月戊戌 1875年12月2日      | 光绪九年四月甲戌 1883年5月30日       | 病免                                                   | 光绪八年五月壬辰（1882年6月22日）入觐，由云南巡抚岑毓英兼署          | [ 7 ] [ 22 ] [ 21 ] |
| *    | 岑毓英 | 广西西林县              | 光绪八年五月壬辰 1882年6月22日        | 光绪九年四月甲戌 1883年5月30日       | 授云贵总督                                             | 云南巡抚，二次署理                                                   | [ 7 ] [ 22 ] [ 21 ] |
| 51   | 岑毓英 | 广西西林县              | 光绪九年四月甲戌 1883年5月30日        | 光绪十五年六月丙子 1889年6月29日     | 去世                                                   |                                                                      | [ 7 ] [ 22 ] [ 21 ] |
| 52   | 王文韶 | 浙江仁和县              | 光绪十五年六月丁丑 1889年6月30日      | 光绪二十一年七月丁未 1895年8月28日   | 改直隶总督                                             | 光绪二十年九月戊寅（1894年10月3日）入觐，由云南巡抚譚鈞培兼署        | [ 7 ] [ 22 ] [ 21 ] |
| *    | 譚鈞培 | 贵州镇远县              | 光绪二十年九月戊寅 1894年10月3日      | 光绪二十年十二月丙寅 1895年1月19日   | 去世                                                   | 云南巡抚，兼署；死后改由云南按察使岑毓宝监护                         | [ 7 ] [ 22 ] [ 21 ] |
| *    | 岑毓宝 | 广西西林县              | 光绪二十年十二月丙寅 1895年1月19日    | 光绪二十一年七月己酉 1895年8月30日   | 回任云南按察使                                         | 云南按察使，监护                                                     | [ 7 ] [ 22 ] [ 21 ] |
| 53   | 崧蕃   | 满洲镶蓝旗              | 光绪二十一年七月己酉 1895年8月30日    | 光绪二十六年十月壬子 1900年12月5日   | 改陕甘总督                                             | 光绪二十五年十月庚子（1899年11月28日）入觐，由云南巡抚丁振铎兼署     | [ 7 ] [ 22 ] [ 21 ] |
| *    | 丁振铎 | 河南罗山县              | 光绪二十五年十月庚子 1899年11月28日   | 光绪二十六年十月壬子 1900年12月5日   | 卸署                                                   | 云南巡抚，首次署理                                                   | [ 7 ] [ 22 ] [ 21 ] |
| 54   | 魏光焘 | 湖南邵阳县              | 光绪二十六年十月壬子 1900年12月5日    | 光绪二十八年十一月壬戌 1902年12月5日 | 改兩江總督                                             |                                                                      | [ 7 ] [ 22 ] [ 21 ] |
| *    | 丁振铎 | 河南罗山县              | 光绪二十八年十一月壬戌 1902年12月5日  | 光绪三十年十一月辛巳 1904年12月13日  | 授云贵总督                                             | 二次署理                                                             | [ 7 ] [ 22 ] [ 21 ] |
| 55   | 丁振铎 | 河南罗山县              | 光绪三十年十一月辛巳 1904年12月13日   | 光绪三十二年七月戊午 1906年9月11日   | 改閩浙總督                                             |                                                                      | [ 7 ] [ 22 ] [ 21 ] |
| 56   | 岑春煊 | 广西西林县              | 光绪三十二年七月戊午 1906年9月11日    | 光绪三十三年正月辛亥 1907年3月3日    | 改四川總督                                             |                                                                      | [ 7 ] [ 22 ] [ 21 ] |
| 57   | 錫良   | 蒙古镶蓝旗              | 光绪三十三年正月辛亥 1907年3月3日     | 宣统元年正月庚子 1909年2月9日        | 改東三省總督                                           |                                                                      | [ 7 ] [ 22 ] [ 21 ] |
| 58   | 李經羲 | 安徽合肥县              | 宣统元年正月庚子 1909年2月9日         | 宣统三年九月甲戌 1911年10月31日      | 重九起义爆发后弃职逃离                                 | 未到任前，由云南布政史沈秉堃监护                                     | [ 7 ] [ 22 ] [ 21 ] |